# Filamina
La filamina es una familia de proteínas que desempeña múltiples funciones en la célula.

## Tipos
- Filamina A, codificada en humanos por el gen FLNA.[1][2]
- Filamina B, codificada en humanos por el gen FLNB.
- Filamina C, codificada en humanos por el gen FLNC.

Las tres filaminas comparten entre el 60% y 80% de su secuencia, con la excepción de las 2 regiones bisagra que difieren considerablemente.

## Enfermedades
Existen varias enfermedades hereditarias que están causada por mutaciones en alguno de los genes que codifican las filaminas, una de ellas es la sinostosis espondilocarpotarsal originada por una mutación en la filamina B.